# Goya Toledo

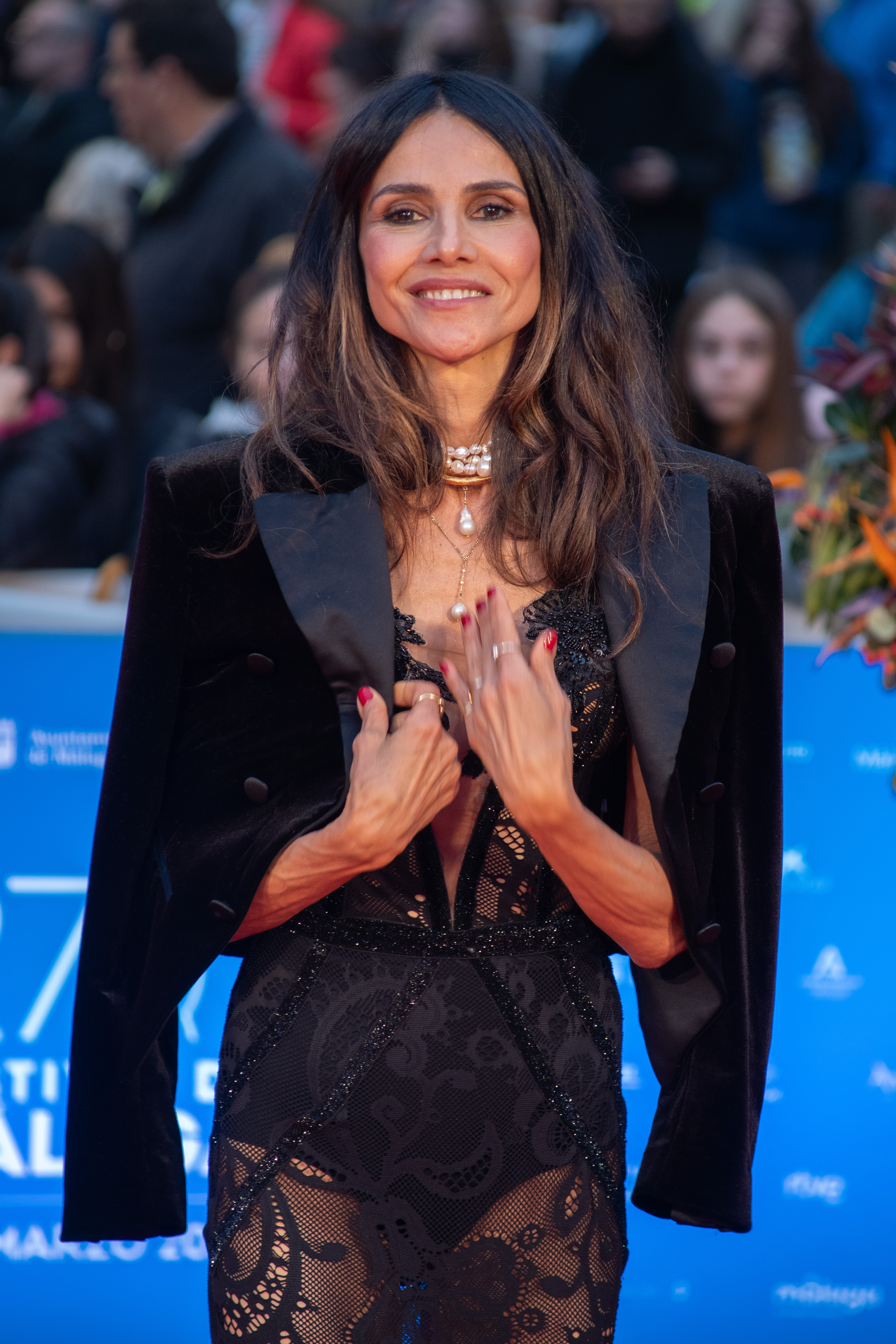
Goya Toledo (2024)

Goya Toledo (* 24. September 1969 in Arrecife, Lanzarote) ist eine spanische Schauspielerin und ehemaliges Fotomodell. Seit Anfang der 1990er-Jahre hat sie in mehr als 30 Film- und Fernsehproduktionen mitgewirkt.

## Leben
Goya Toledo wurde 1969 auf den Kanarischen Inseln geboren. Sie begann eine Karriere als Fotomodell und zog später nach Madrid, wo Toledo in Hinblick auf eine Schauspielkarriere mehrere Diktionskurse besuchte, um ihren kanarischen Dialekt abzulegen. In der spanischen Hauptstadt machte sie die Bekanntschaft mit der gebürtigen Madrilenin Penélope Cruz, die noch vor ihrem ersten Erfolg durch Bigas Lunas Erotikfilm Jamon Jamon (1992) Schauspielerei studierte. Cruz, mit der sie noch heute befreundet ist, überredete Toledo zu einer gemeinsamen Schauspielausbildung bei Cristina Rota in New York. Nach dem vierjährigen Studium komplettierte Toledo ihre Ausbildung in Spanien mit einem audiovisuellen Seminar bei Mariano Barroso und Schauspiel- und Theaterkursen bei Augusto Fernández und José Sanchís Sinisterra. Es folgten daraufhin Auftritte in Fernsehserien, darunter der preisgekrönten Sitcom Los Ladrones van a la oficina (1993) und Todos a bordo (1995), der spanischen Version von Love Boat. Ihr Debüt im spanischen Kino gab Toledo 1996 mit dem Part der Sonia in Giacomo Battiatos Drama Tagebuch eines Vergewaltigers, das im Wettbewerb des Filmfestivals von Stockholm vertreten war. Nach weiteren Nebenrollen in Pedro Oleas Más allá del jardín (1996) und José Miguel Juárez’ Komödie Dile a Laura que la quiero (1997) feierte sie 1998 mit der Kinoproduktion Mararía ihren Durchbruch als Schauspielerin. In dem Drama von Antonio José Betancor, das zur Zeit des spanischen Bürgerkriegs auf Lanzarote spielt, mimt Toledo die Titelrolle einer keuschen und heimatlosen Schönen, die ihre Gunst einem spanischen Arzt (gespielt von Carmelo Gómez) und einem englischen Landvermesser (Iain Glen) schenkt, was in einer Tragödie endet. Die Kritiker lobten Toledos Leistung und sie wurde 1999 im Alter von 29 Jahren als beste Nachwuchsdarstellerin für den wichtigsten spanischen Filmpreis, den Goya, nominiert, unterlag aber ihrer Landsfrau Marieta Orozco (Barrio).
An den Erfolg von Mararía konnte Goya Toledo zwei Jahre später mit der Rolle des entstellten Fotomodells Valeria in Alejandro González Iñárritus Amores Perros anknüpfen. Der mexikanische Filmregisseur hatte den Part in seinem Episodenfilm mit keiner mexikanischen Schauspielerin besetzen wollen und ursprünglich zur Verpflichtung einer argentinischen oder hispanischen Aktrice tendiert. Iñárritu wurde dann aber gemeinsam mit seinem Drehbuchautor Guillermo Arriaga durch Werbung zu Toledos vorherigem Film in einer Kinozeitschrift auf die Spanierin aufmerksam. Amores Perros, in weiteren Rollen mit Emilio Echevarría, Gael García Bernal, Álvaro Guerrero und Vanessa Bauche besetzt, feierte im Jahr 2000 seine Premiere auf den Internationalen Filmfestspielen von Cannes und stand in der Gunst der Kritiker. Während in Deutschland der Stern von einem ebenso brutalen wie liebevollen Meisterwerk sprach, lobte die New York Times den Episodenfilm als ersten Klassiker des neuen Jahrzehnts und das Drama wurde mit über 35 internationalen Festival- und Kritikerpreisen ausgezeichnet und als bester ausländischer Film für den Golden Globe und Oscar nominiert. 
Obwohl einem internationalen Publikum bekannt geworden, vermied es Toledo Angebote in den USA anzunehmen, wo sie den starken Konkurrenzkampf ebenso fürchtete wie eine mögliche Festlegung auf hispanische Rollen. Sie kehrte in ihre Heimat Spanien zurück und bekleidete in den nächsten Jahren Hauptrollen sowohl im spanischen Kino (Nudos, 2003; Fuera del cuerpo, 2004) als auch in europäischen Produktionen (Die Fremde, 2002; È già ieri, 2004). 2003 wurde Toledo für den Part als Geisel eines Psychopathen in Laura Mañás Thriller Killing Words mit weiteren europäischen Nachwuchsdarstellern von der European Film Promotion als Shooting Star des Jahres gekürt. Nach dem kubanischen Filmmusical Bailando chachacha und Isidro Ortiz’ Horrorfilm Somne (beide 2005) erschien die spanische Schauspielerin in Enrique Urbizus A Real Friend, mit dem sie bereits im Jahr 2002 an dem Thriller La Caja 507 zusammengearbeitet hatte. In A Real Friend mimt Goya Toledo die Mutter eines einsam heranwachsenden Mädchens (gespielt von Nerea Inchausti), das sich einen geheimnisvollen imaginären Freund zum Spielen erfindet. Der Mysteryfilm gehört zu einer Reihe von sechs Fernsehfilmen ähnlicher Genre, betitelt als Películas para no dormir (dt.: „Filme zum nicht einschlafen“), die durch Chicho Ibáñez-Serradors Fernsehserie Historias para no dormir (1964–1982) inspiriert wurde. An dem Projekt waren u. a. so bekannte Filmemacher wie Jaume Balagueró, Mateo Gil, Álex de la Iglesia und Francisco Plaza beteiligt.
An frühere Erfolge konnte Toledo 2011 mit Paco Arangos Spielfilmdebüt Maktub anknüpfen. In der Tragikomödie, die auf einem wahren Fall basiert, war sie als Mutter eines krebskranken Jungen zu sehen. Für ihre Darstellung der Mari Luz gewann sie den Preis der Spanischen Filmkritikervereinigung CEC als beste Nebendarstellerin und erhielt eine weitere Nominierung für den spanischen Filmpreis Goya. Eine weitere Goya-Nominierung folgte 2015 für ihre Nebenrolle als kämpferische Adoptivmutter Virginia in Belén Macías’ Spielfilm Marsella.

## Filmografie
| - 1993–1994: Los Ladrones van a la oficina (Fernsehserie, sechs Folgen) - 1994–1996: Hermanos de leche (Fernsehserie, sechs Folgen) - 1995: El Destino en sus manos (Fernsehserie) - 1995: Todos a bordo (Fernsehserie) - 1996: Tagebuch eines Vergewaltigers (Cronaca di un amore violato) - 1996: Más allá del jardín - 1997: Dile a Laura que la quiero - 1998: Mararía - 2000: Amores Perros - 2000: Die Fremde - 2002: La Caja 507 - 2003: Nudos - 2003: Killing Words (Palabras encadenadas) - 2004: È già ieri - 2004: Fuera del cuerpo - 2005: Bailando chachacha - 2005: Somne - 2006: A Real Friend (Adivina quién soy, Fernsehfilm) - 2006: La contessa di Castiglione (Fernsehfilm) | - 2007: El último justo - 2007: Las 13 rosas - 2008: Rivales - 2008: Los años desnudos - 2008: Sandrine nella pioggia - 2009: Acusados (Fernsehserie, 13 Folgen) - 2010: Planes para mañana - 2010: Los hombres de Paco (Fernsehserie, 13 Folgen) - 2011: Mentes en shock (Fernsehserie, Folge 1x01) - 2011: Amigos … - 2011: Maktub - 2014: Marsella - 2015: Hablar - 2015: Anrufer unbekannt (El desconocido) - 2016: Abgrund – Am Rande der Wahrheit (Acantilado) - 2019: La sala (Fernsehserie, acht Folgen) - 2019: Berko: El Arte de Callar (Fernsehserie, vier Folgen) - 2020: Veneno (Fernsehserie, vier Folgen) - 2022: La Fortaleza - 2024: Palacio Estilistas - 2024: Culpa Tuya – Deine Schuld (Culpa tuya) |

## Auszeichnungen
- 1999: Goya-Nominierung für Mararía (Beste Nachwuchsdarstellerin)
- 2003: Spanischer „Shooting Star“ auf der Berlinale
- 2012: Goya-Nominierung für Maktub (Beste Nebendarstellerin)
- 2012: Preis des Círculo de Escritores Cinematográficos für Maktub (Beste Nebendarstellerin)
- 2015: Goya-Nominierung für Marsella (Beste Nebendarstellerin)
- 2015: Nominierung des Círculo de Escritores Cinematográficos für Marsella (Beste Nebendarstellerin)